# Leopoldo Luque
Leopoldo Jacinto Luque né à Santa Fe le 3 mai 1949 et mort le 15 février 2021 à Mendoza est un footballeur argentin évoluant au poste d'attaquant.

## Biographie
Durant sa carrière (1972-1984) il a joué à l'Unión de Santa Fe, CA Rosario Central, CA River Plate, Racing Club et Chacarita Juniors. 
Avec l'équipe d'Argentine il a remporté la Coupe du monde 1978, marquant quatre buts durant la compétition, notamment une spectaculaire reprise de volée contre la France lors du premier tour.
De avril 2011 à février 2021, Leopoldo Luque est secrétaire des sports de la Province de Mendoza.

## Statistiques

### En selection nationale
| Saison                | Sélection             | Phases finales        | Phases finales | Phases finales | Matchs amicaux | Matchs amicaux | Total | Total |
| Saison                | Sélection             | Compétition           | M              | B              | M              | B              | M     | B     |
| --------------------- | --------------------- | --------------------- | -------------- | -------------- | -------------- | -------------- | ----- | ----- |
| 1974-1975             | Argentine             | Copa América 1975     | 4              | 4              | -              | -              | 4     | 4     |
| 1975-1976             | Argentine             | -                     | -              | -              | 7              | 2              | 7     | 2     |
| 1976-1977             | Argentine             | -                     | -              | -              | 9              | 3              | 9     | 3     |
| 1977-1978             | Argentine             | Coupe du monde 1978   | 5              | 4              | 8              | 5              | 13    | 9     |
| 1978-1979             | Argentine             | Copa América 1979     | -              | -              | 4              | 2              | 4     | 2     |
| 1979-1980             | Argentine             | -                     | -              | -              | 2              | 1              | 2     | 1     |
| 1980-1981             | Argentine             | -                     | -              | -              | 6              | 1              | 6     | 1     |
| Total sur la carrière | Total sur la carrière | Total sur la carrière | 9              | 8              | 36             | 14             | 45    | 22    |